# Nederlandse kampioenschappen mountainbike 2025
De Nederlandse kampioenschappen mountainbike 2025 zijn een serie wedstrijden van de Koninklijke Nederlandsche Wielren Unie, om te bepalen wie Nederlands kampioen wordt in de verschillende onderdelen van het mountainbiken. De NK MTB Shortrace (XCC) stond dit jaar voor het eerst op de agenda.

## Agenda
| Datum                   | Plaats              | Kampioenschap               | Bron        |
| ----------------------- | ------------------- | --------------------------- | ----------- |
| 21 december 2024        | Katwijk aan Zee     | Strandrace                  | [ 2 ]       |
| 9 mei 2025              | Snelle Wiel, Hapert | XCC: Shortrace              | [ 3 ] [ 4 ] |
| 20 juli 2025            | Spaarnwoude         | XCO: Cross Country          | [ 5 ]       |
| 17, 18, 19 oktober 2025 | Valkenburg          | XCM: Marathon (Hammerstone) | [ 6 ]       |

## Shortrace
In deze eerste editie van de NK Shortrace streden eliterenners en beloften (onder 23) samen om één enkele trui. Ook bij de junioren mannen en vrouwen werd om een trui gereden. Wielervereniging Het Snelle Wiel had een parkoers van 1,2 kilometer en drie meter breed uitgezet op het eigen clubterrein. Bij de mannen wist Rens Teunissen van Manen na verschillende pogingen te ontsnappen toen er nog een ronde afgelegd moest worden. Het bleef spannend tot op de streep. Bij de vrouwen ontsnapte Puck Pieterse aan haar drie vroege medevluchters, Van der Meulen, Mossinkoff en Kalis, en haalde met afstand het goud binnen.

### Mannen elite en beloften
| Plaats                    | Naam                     | Tijd   |
| ------------------------- | ------------------------ | ------ |
| Nederlandse kampioenstrui | Rens Teunissen van Manen | 22'07" |
| Zilver                    | Freek Bouten             | + 3"   |
| Brons                     | Nick Klijn               | + 11"  |
| 4                         | Chris van Dijk           | z.t.   |
| 5                         | Tim Sondermeijer         | z.t.   |

### Vrouwen elite en beloften
| Plaats                    | Naam                 | Tijd   |
| ------------------------- | -------------------- | ------ |
| Nederlandse kampioenstrui | Puck Pieterse        | 22'21" |
| Zilver                    | Julia van der Meulen | + 19"  |
| Brons                     | Femke Mossinkoff     | + 21"  |
| 4                         | Bloeme Kalis         | + 42"  |
| 5                         | Elena Poppelaars     | + 56"  |

## Strandrace
De wedstrijden werden verreden op het strand van Katwijk aan Zee, waar drie rondes van 17 kilometer werden afgelegd. Van de 113 mannen kwamen er 98 aan de finish. Van de elf vrouwen kwamen er acht aan de meet.

### Mannen elite
| Plaats                    | Naam                      | Tijd     |
| ------------------------- | ------------------------- | -------- |
| Nederlandse kampioenstrui | Rick van Breda            | 1u38'59" |
| Zilver                    | Pepijn Veenings           | + 4"     |
| Brons                     | Stijn Appel               | + 12"    |
| 4                         | Daan van Sintmaartensdijk | + 53"    |
| 5                         | Raphael Mouton            | + 54"    |
| 6                         | Coen Vermeltfoort         | + 55"    |
| 7                         | Thijs Zonneveld           | + 56"    |
| 8                         | Menno Don                 | + 59"    |
| 9                         | Jules de Cock             | + 1'01"  |
| 10                        | Joeri van der Tuin        | + 1'05"  |

### Vrouwen elite
| Plaats                    | Naam                | Tijd     |
| ------------------------- | ------------------- | -------- |
| Nederlandse kampioenstrui | Tessa Neefjes       | 1u59'25" |
| Zilver                    | Femke Markus        | + 2"     |
| Brons                     | Mariëlle Trouwborst | + 7"     |
| 4                         | Puck Pinxt          | + 2'18"  |
| 5                         | Marjet Groen        | + 2'26"  |
| 6                         | Rozanne Slik        | + 4'59"  |
| 7                         | Kristie van Haaften | + 14'26" |
| 8                         | Barbara Tesselaar   | + 16'47" |

Nina Kessler, Suzanne Mulder en Ava Alleblas stapten na twee van de drie ronden af.